# Václav Šmídl
Václav Šmídl, född 18 mars 1940 i Prag, är en före detta tjeckoslovakisk volleybollspelare.
Šmídl blev olympisk silvermedaljör i volleyboll vid sommarspelen 1964 i Tokyo.